# Christophe Cirillo
Christophe Cirillo est un auteur-compositeur-interprète français.

## Biographie
Après des études de sociologie, Christophe s'oriente vers une carrière musicale et participe aux Rencontres d'Astaffort parrainées par Francis Cabrel. Fort de cette participation à ce festival, il croise la route de Louis Chedid puis signe un contrat de disque chez Universal Music sous le pseudonyme de Monsieur Clément.
En 2005 il sort son premier album, Monsieur Clément réalisé par Albin de la Simone avec pour single Je n'ai jamais su. Il est remarqué par la critique qui le qualifie de nouveau Souchon.
Il sort un second album en 2007 Comme un enfant et est invité en  première partie de Calogero, Marc Lavoine.
Christophe quitte Universal et son pseudonyme pour intégrer le projet participatif My Major Company. Grâce à ses internautes-contributeurs, un troisième album voit le jour Funambule en 2011,,,.
Christophe écrit également pour d'autres artistes : David Hallyday, Ariane Moffatt. En 2013, il signe le texte de Les murs porteurs de Florent Pagny sur l'album Vieillir avec toi, avec une musique de Calogero,.
Son quatrième album Cowboy désarmé sort en 2015 et Christophe Cirillo assure la première partie de la tournée de Calogero,

## Discographie

### Singles
- 2005  : Je n'ai jamais su
- 2006  : A nous
- 2008  : A part ça
- 2011  : J'aimais mieux avant
- 2013  : La beauté du geste
- 2015  : Grand bien nous fasse

### Collaborations
- 2007  : Plus vent de toi, Sous les vagues - David Hallyday
- 2007  : Grandeur nature - en duo avec Ariane Moffatt
- 2013  : Les murs porteurs - Florent Pagny
- 2014  : Fidèle - Calogero